# 院庄インターチェンジ
院庄インターチェンジ（いんのしょうインターチェンジ）は、岡山県津山市院庄の中国自動車道のインターチェンジである。
広島方面から津山市街へ向かう際には、本ICで降りたほうが便利。また、鏡野町・美咲町への最寄ICである。

## 道路
- E2A 中国自動車道（14番）

## 接続する道路
- 国道179号
- 岡山県道206号院庄線

## 料金所
- ブース数：5

### 入口
- ブース数：2
  - ETC専用：1
  - 一般：1

### 出口
- ブース数：3
  - ETC専用：1
  - 一般：2

## 周辺
- 西日本旅客鉄道（JR西日本）姫新線 院庄駅
- マルナカ院庄店
- 作楽神社

## 院庄バスストップ
院庄バスストップ（いんのしょうバスストップ）は、岡山県津山市院庄にある中国自動車道院庄インターチェンジに出入口の間に挟まれた場所にあるバス停留所。
料金所の内側（引き続き中国自動車道を走行する高速バス用）と外側（当ICで出入りする高速バス用、現在は使用されていない）の2箇所に存在する。

### 停車する路線
| のりば   | 方面         | 愛称                | 会社名                           | 行先                                                   | 備考     |
| -------- | ------------ | ------------------- | -------------------------------- | ------------------------------------------------------ | -------- |
| 料金所内 | 中国道上り線 | 大阪 - 新見・三次線 | 阪急バス・阪急観光バス・備北バス | 大阪（新大阪駅・梅田（阪急三番街高速バスターミナル）） |          |
| 料金所内 | 中国道下り線 | 降車専用            | 降車専用                         | 降車専用                                               | 降車専用 |

### バス停へのアクセス
- 中鉄北部バスごんご久米線・奥津温泉・石越線・おおぞらバス 作楽神社前バス停から徒歩約3分
- 中鉄北部バスごんご西循環線・ごんご久米線 作楽神社口バス停から徒歩約7分

### かつて停車した路線
- 中国ハイウェイバス

## 隣
E2A 中国自動車道
(13)津山IC/BS - 津山北BS - 二宮PA - (14)院庄IC/BS - 久米BS - 美作追分PA/BS - (15)落合JCT - (16)落合IC/BS